# Tricyclandra
Tricyclandra es un género con una sola especie, Tricyclandra leandrii Keraudr., de plantas con flores perteneciente a la familia Cucurbitaceae. 